# Rueda (wijnstreek)

Locatie van de wijnstreek in het noordwesten van Spanje

Rueda is een historische wijnstreek in Spanje ten noordwesten van Madrid. Het gebied is voornamelijk bekend door zijn witte wijn gemaakt van de Verdejo druif. Nederland is de grootste exportmarkt voor deze witte wijn.

## Gebied
De wijngaarden liggen in 74 gemeenten in een drietal provincies: Valladolid (12.000 ha), Segovia (876 ha) en Ávila (66 ha). De wijngaarden liggen op een hoogvlakte op 750-800 meter boven zeeniveau. het totale gebied heeft een oppervlakte van zo'n 20.000 hectare, met meer dan 74 geregistreerde wijnhuizen en 1600 wijnboeren.
De winters zijn koud en lang en de lente is van korte duur. Tot laat in het jaar is vorst mogelijk. De wijnstokken bloeien laat en snoeien duurt vaak tot maart of begin april. De zomers zijn juist heet en droog. De wortels van de druivenstokken gaan diep in de ondergrond om aan water te komen. De neerslaghoeveelheid is beperkt, er valt gemiddeld tussen de 400 en 500 millimeter op jaarbasis.

## Kwaliteitsaanduiding
De witte wijn heeft sinds januari 1980 een Denominación de Origen (DO) status en de rode wijn sinds 2008.

## Druivensoorten
- 98% van de wijngaarden is beplant met witte druiven. Naast Verdejo (87%) zijn dat Sauvignon Blanc (4,5%), Viura (8,5%) en Palomino fino (0,3%).
- De belangrijkste blauwe druivenrassen zijn Tempranillo, Cabernet Sauvignon, Merlot en Garnacha.

## Opbrengst en productie
- Productie: 116 miljoen kg, waarvan 99% bestemd voor witte wijn (2020)
- Areaal: 14.300 ha (2017)
- Opbrengst: < 60 hl/ha